# Полосатый тюлень
Полоса́тый тюле́нь, или крылатка (Histriophoca fasciata) — вид семейства настоящих тюленей.
Получил своё название благодаря своеобразной окраске. Взрослые самцы имеют очень контрастный окрас — общий тёмный, почти чёрный фон с белыми полосами, опоясывающими тело в нескольких местах. Самки имеют схожий тип окраски, но менее контрастный, и общий фон у них светлее, а полосы иногда сливаются и часто почти неразличимы.
Неполовозрелые звери после первой линьки одноцветно серые. У новорождённого белый, густой мех, держится примерно две недели. Длина тела взрослого животного 150—190 см, масса 70—90 кг. В детёныше при рождении 70—80 см.
Весной и в начале лета этот тюлень встречается во льдах Берингова и Охотского морей, а также на юге Чукотского моря. В основном предпочитает участки открытого моря, но в случае дрейфа льдов может оказаться недалеко от берега. Точное местонахождение полосатых тюленей в осеннее и зимнее время не известно.
Среди льдов выбирают ровные белые льдины, даже высокие — звери очень хорошо прыгают из воды. Судя по поведению, очень осторожны: тщательно проверяют льдину, осматривают её, выпрыгивая на неё несколько раз, прежде чем выбрать там место и заснуть. Но уже на льду теряют бдительность, и к ним подобраться даже проще, чем к другим тюленям.

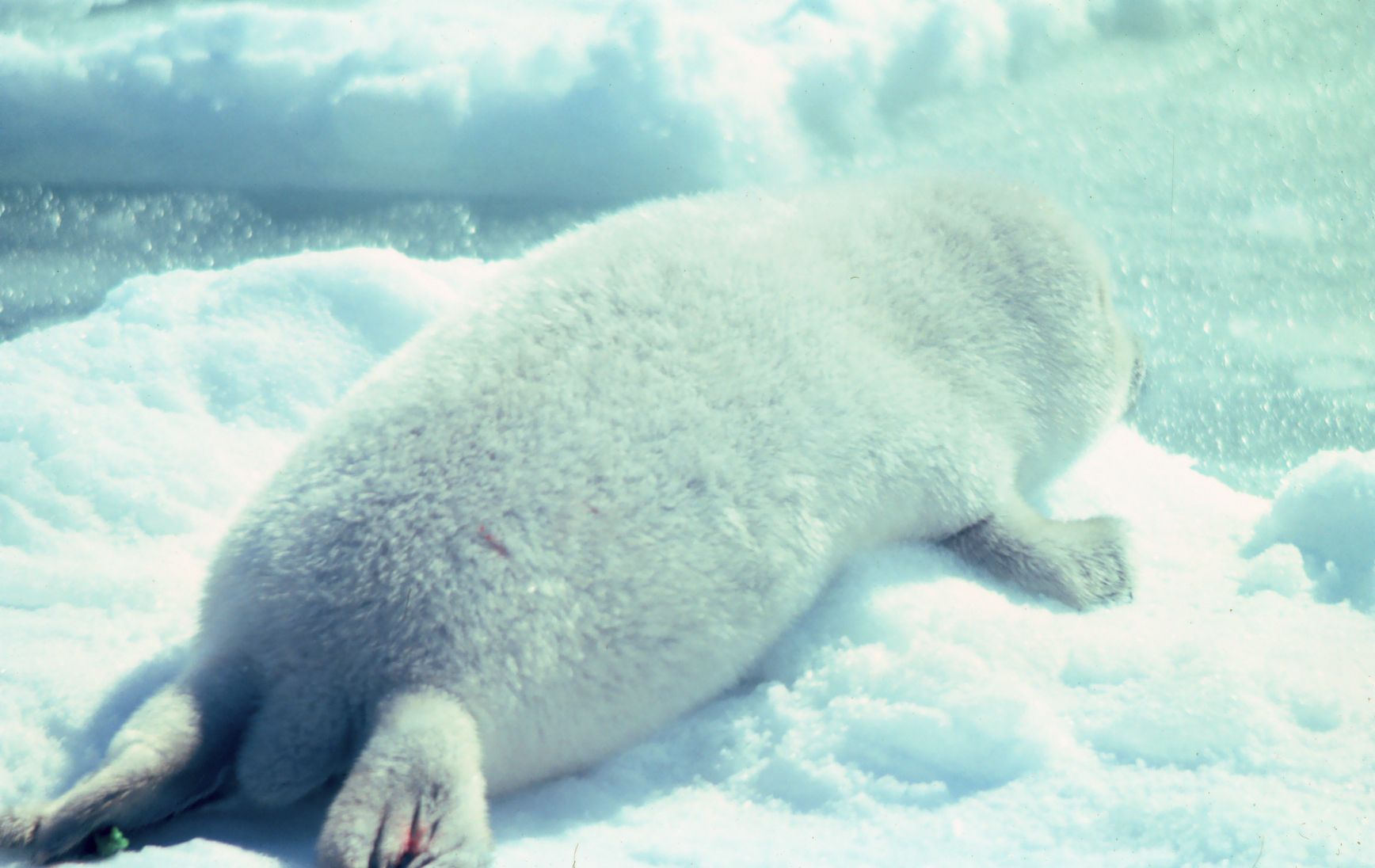
Белёк

Щенка бывает в марте—апреле. Белёк не уходит со льда и в случае опасности просто прячется среди торосов. Сам он под цвет льда — белый, поэтому сливается с окружающим ландшафтом, разглядеть его можно только если заметить тёмные глаза.
Линька проходит в мае—июне.
Взрослый полосатый тюлень питается преимущественно рыбой, головоногими моллюсками, иногда ракообразными.